# Isidora Sekulić

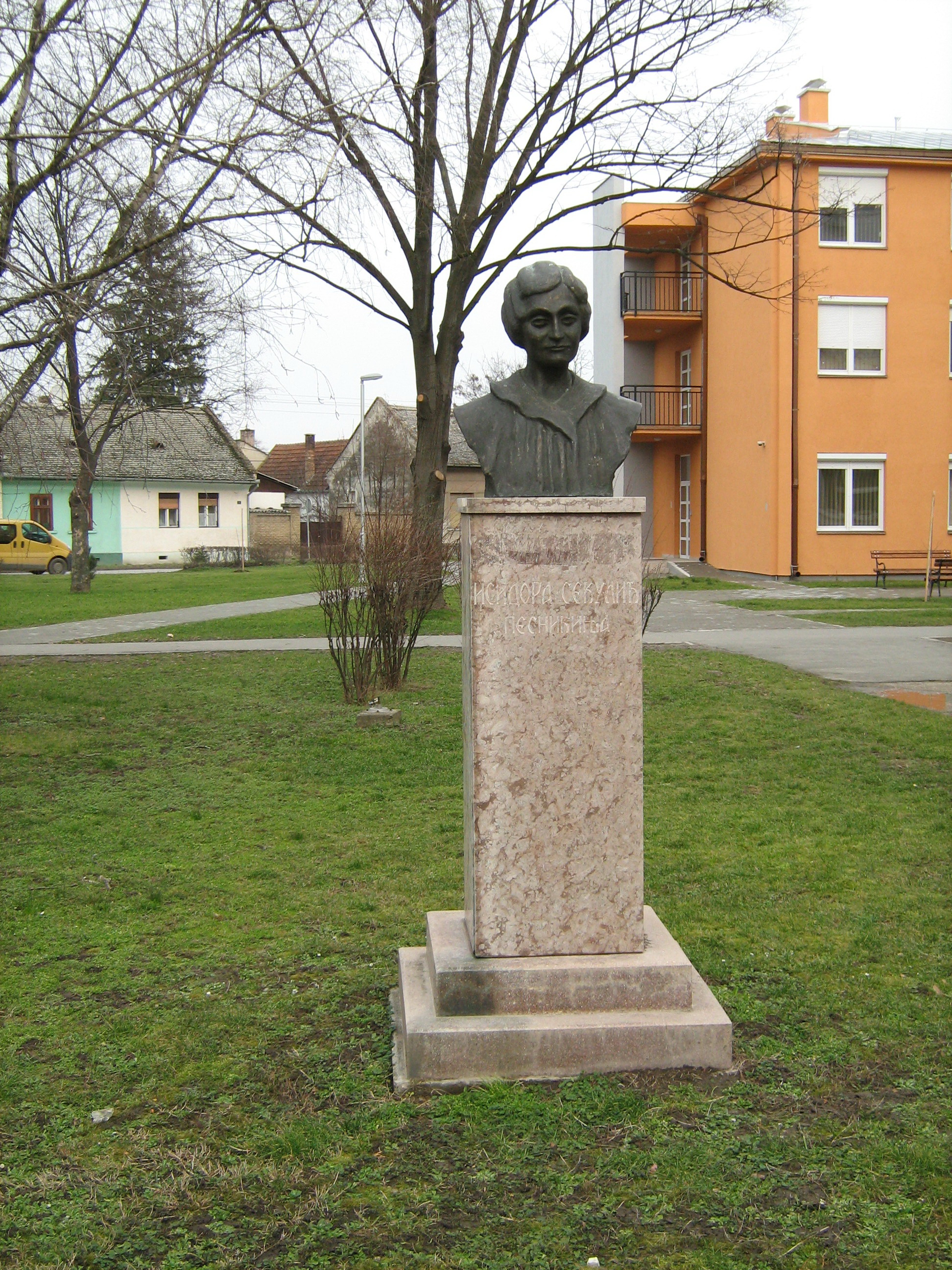
Busto de Isidora Sekulić.

Isidora Sekulić (en cirílico serbio, Исидора Секулић) (n. el 17 de febrero de 1877 – f. el 5 de abril de 1958) fue una escritora, novelista, ensayista, políglota y crítica de arte de Serbia.

## Vida
Sekulić nació en Mošorin, Bačka, en la actual provincia serbia de Voivodina. Además de literatura, siguió cursos en ciencias naturales y filosofía. Se graduó de la escuela pedagógica de Budapest en 1892, y en 1922 obtuvo un doctorado en Alemania. Sus viajes incluyen largas estadías en Inglaterra, Francia y Noruega. Viajó desde Oslo por Bergen hasta Finnmark, una experiencia a partir de la cual se creó Pisma iz Norveške (Cartas desde Noruega) en 1914. Hablaba varias lenguas clásicas lo mismo que nueve idiomas modernos.
Sus escritos líricos, meditativos, introspectivos y analíticos aparecieron en los albores de la prosa serbia. En su principal novela, Crónica del cementerio de un pueblo (Кроника паланачког гробља) escribe sin seguir el desarrollo clásico de los argumentos, comenzando cada parte del libro en el cementerio, regresando desde allí a los tiempos de la vida, con sus alegrías y tragedias. Personajes femeninos fuertes como Gospa Nola son los primeros de su tipo en la literatura de Serbia, descritos detalladamente con todo su valor, orgullo y determinación.
Isidora Sekulić escribió asimismo ensayos críticos sobre música, teatro, arte, arquitectura, literatura y filosofía. Escribió importantes estudios de literatura yugoslava, rusa, inglesa, alemana, francesa, italiana y noruega, entre otras.

### Obras
Sekulić, Knjizevni pogledi Isidore Sekulic (Opiniones literarias de Isidora Sekulic) Belgrade, Prosveta, 1986.